# Nycerella
Nycerella  (лат.) — род аранеоморфных пауков из подсемейства Aelurillinae в семействе пауков-скакунов (Salticidae). Род был переименован с Cyrene Peckham & Peckham, 1893. Все представители рода встречаются в Южной Америке.

## Виды
- Nycerella aprica (Peckham & Peckham, 1896) — Бразилия, Парагвай, Аргентина
- Nycerella decorata (Peckham & Peckham, 1893) — Панама, Колумбия, Сент-Винсент и Гренадины typus
- Nycerella delecta (Peckham & Peckham, 1896) — от Мексики до Панамы
- Nycerella donaldi (Chickering, 1946) — Панама
- Nycerella melanopygia Galiano, 1982 — Бразилия
- Nycerella neglecta Galiano, 1982 — от Панамы до Эквадора
- Nycerella sanguinea (Peckham & Peckham, 1896) — от Гватемалы до Панамы
  - Nycerella sanguinea paradoxa (Peckham & Peckham, 1896) — Гватемала
- Nycerella volucripes Galiano, 1982 — Бразилия, Перу